# Prosfora

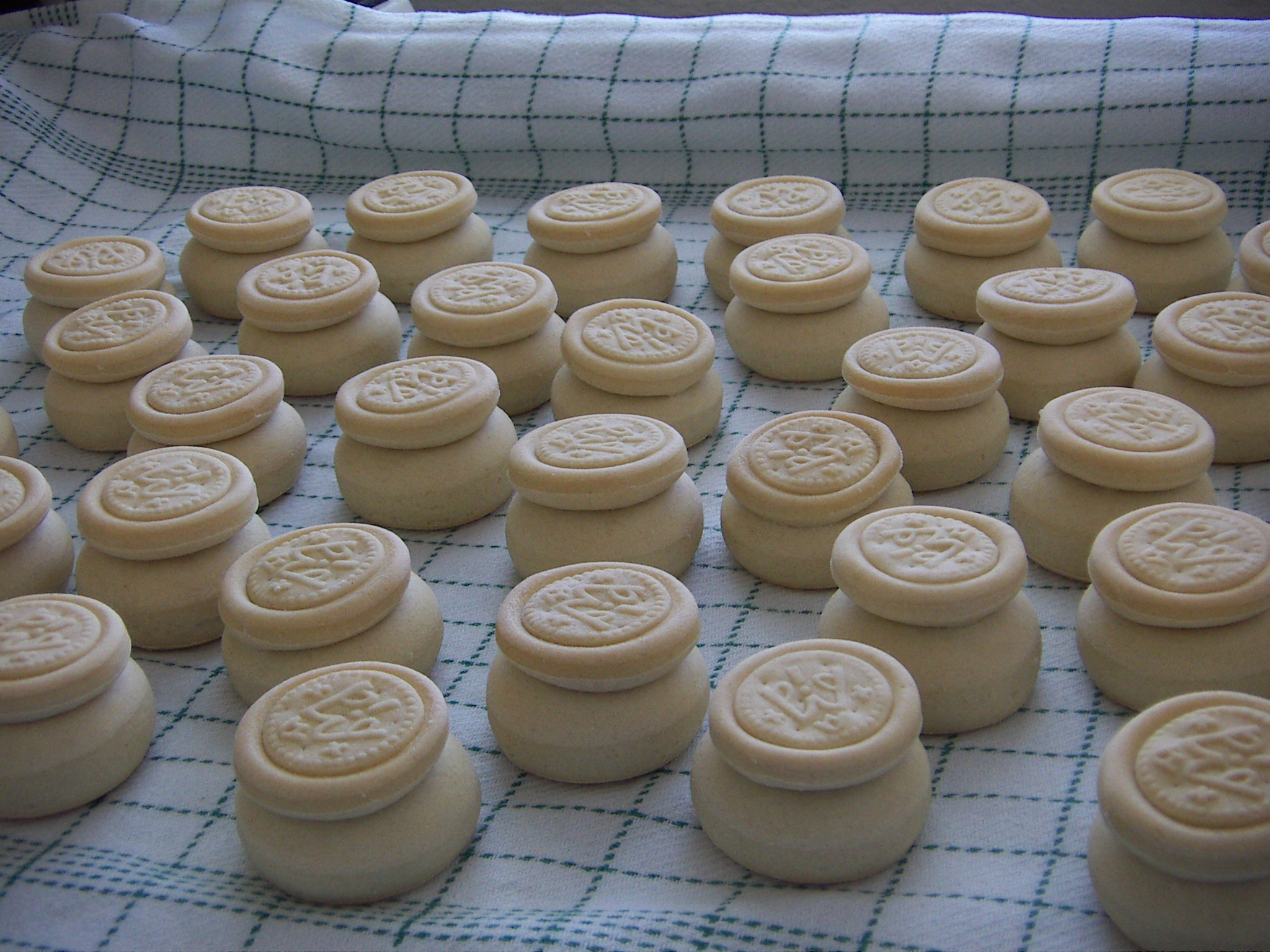
Prosfory slovanského typu

Prosforon, v množném čísle a v českém jazykovém prostoru prosfora je liturgický chléb, užívaný v pravoslaví a řeckokatolických církvích. Jeho obdobou v římskokatolické církvi je hostie.

## Etymologie
Pochází z řeckého prosforá, odvozeného od prosférō, což znamená „přináším (oběť)“ nebo „nabízím“. To je složeno z prós (k, pro, skrz) a férō (nesu).

## Historie
Původně se ke slavení eucharistie, původně označovanému jako lámání chleba, užíval obyčejný chléb, který s sebou věřící přinesli do chrámu. Avšak již záhy dostal tento chléb ustálenou a symbolickou formu.

## Charakteristika
Ve východní církvi se užívá chleba kvašeného nazývaného prosforon, nazývaného v českém jazykovém prostoru v běžné mluvě prosfora. V západní církvi se zřejmě již od 7. století užívá chleba nekvašeného neboli hostie, čímž se symbolicky navázala souvislost s židovským slavením pesachové hostiny, z níž se křesťanské slavení eucharistie vyvinulo.
Prosfory řeckého typu jsou velké, jeden kus pro jednu litrugii, ve slovanském prostředí se používá spíše pět prosfor s motivy obsaženými na řecké. Po celém světě se však lokálně užívá právě ten způsob, který preferuje místní kněz.
Při proskomidii během liturgie, se z prosfory vyřezávají jednotlivé části s modlitbami za živé i mrtvé a uprostřed část s Kristovým monogramem, na jeho památku.

## Výroba
Prosforu může pro liturgické účely péci každý vyzpovídaný křesťan, který svou činnost obětuje Bohu. Často si je pečou kněží sami. Typicky se prosfory pečou brzy ráno ještě před snídaní (obdoba liturgického postu).

## Galerie

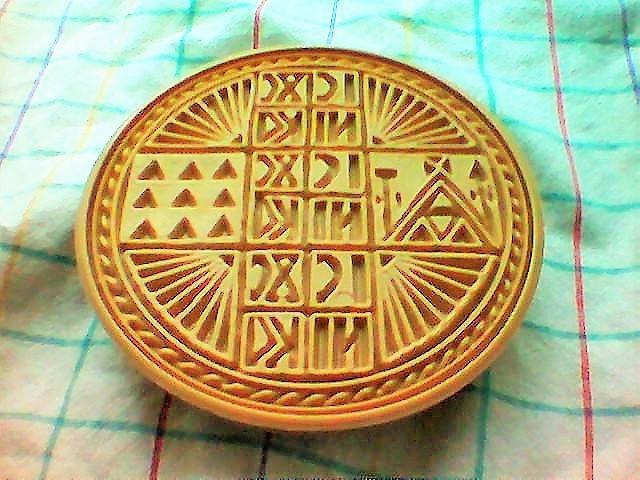
Forma pro prosforu řeckého typu
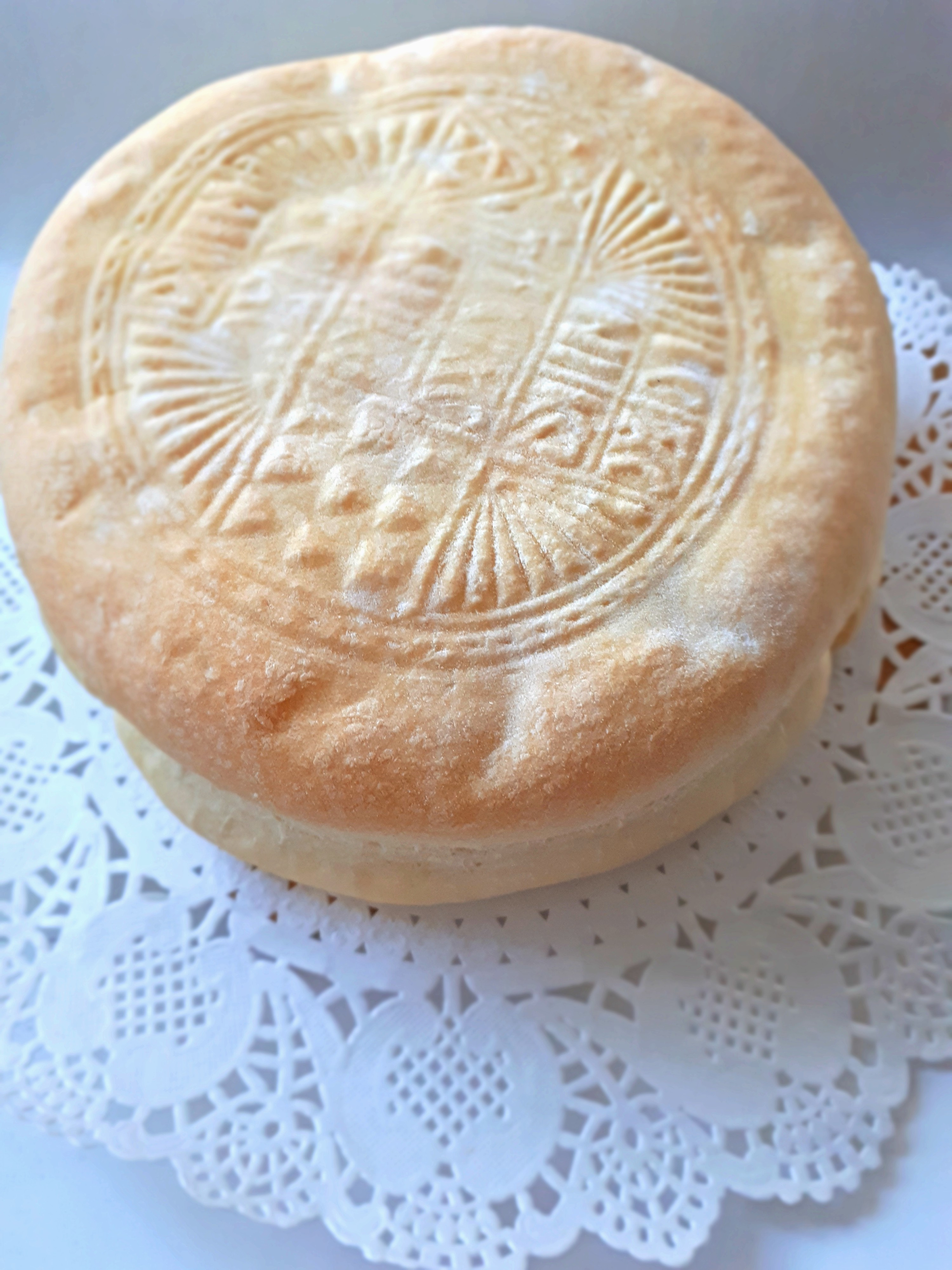
Prosfora řeckého typu
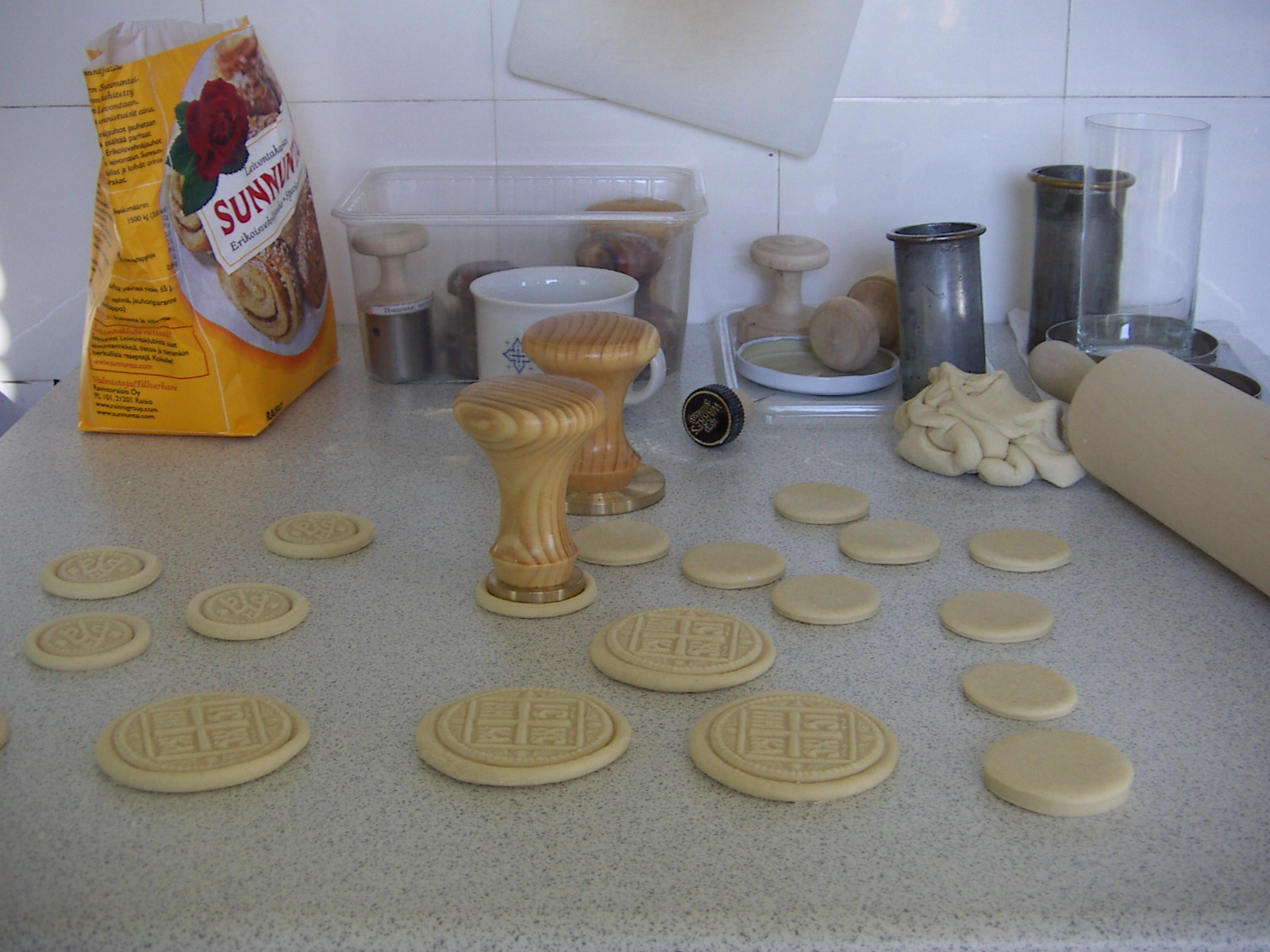
Výroba prosfor slovanského typu